# Brejanovce
Brejanovce (izvirno srbsko Брејановце) je naselje v Srbiji, ki upravno spada pod Mesto Leskovac; slednja pa je del Jablaniškega upravnega okraja.

## Demografija
V naselju, katerega izvirno (srbsko-cirilično) ime je Брејановце, živi 296 polnoletnih prebivalcev, pri čemer je njihova povprečna starost 44,0 let (43,2 pri moških in 44,7 pri ženskah). Naselje ima 106 gospodinjstev, pri čemer je povprečno število članov na gospodinjstvo 3,43.
To naselje je, glede na rezultate popisa iz leta 2002, večinoma srbsko, a v času zadnjih treh popisov je opazno zmanjšanje števila prebivalcev.
|  |

| Demografija | Demografija     | Demografija     |
| Leto        | Št. prebivalcev | Št. prebivalcev |
| ----------- | --------------- | --------------- |
|             |                 |                 |
|             |                 |                 |
|             |                 |                 |
|             |                 |                 |
| 1948        | 528             |                 |
| 1953        | 560             |                 |
| 1961        | 558             |                 |
| 1971        | 472             |                 |
| 1981        | 448             |                 |
| 1991        | 394             | 394             |
| 2002        | 374             | 364             |
|             |                 |                 |

| Etnična sestava po popisu iz leta 2002 | Etnična sestava po popisu iz leta 2002 | Etnična sestava po popisu iz leta 2002 | Etnična sestava po popisu iz leta 2002 | Etnična sestava po popisu iz leta 2002 |
| -------------------------------------- | -------------------------------------- | -------------------------------------- | -------------------------------------- | -------------------------------------- |
| Srbi                                   | Srbi                                   |                                        | 363                                    | 99,72%                                 |
| Neznano                                | Neznano                                |                                        | 1                                      | 0,27%                                  |